# 阪神高速4号湾岸線

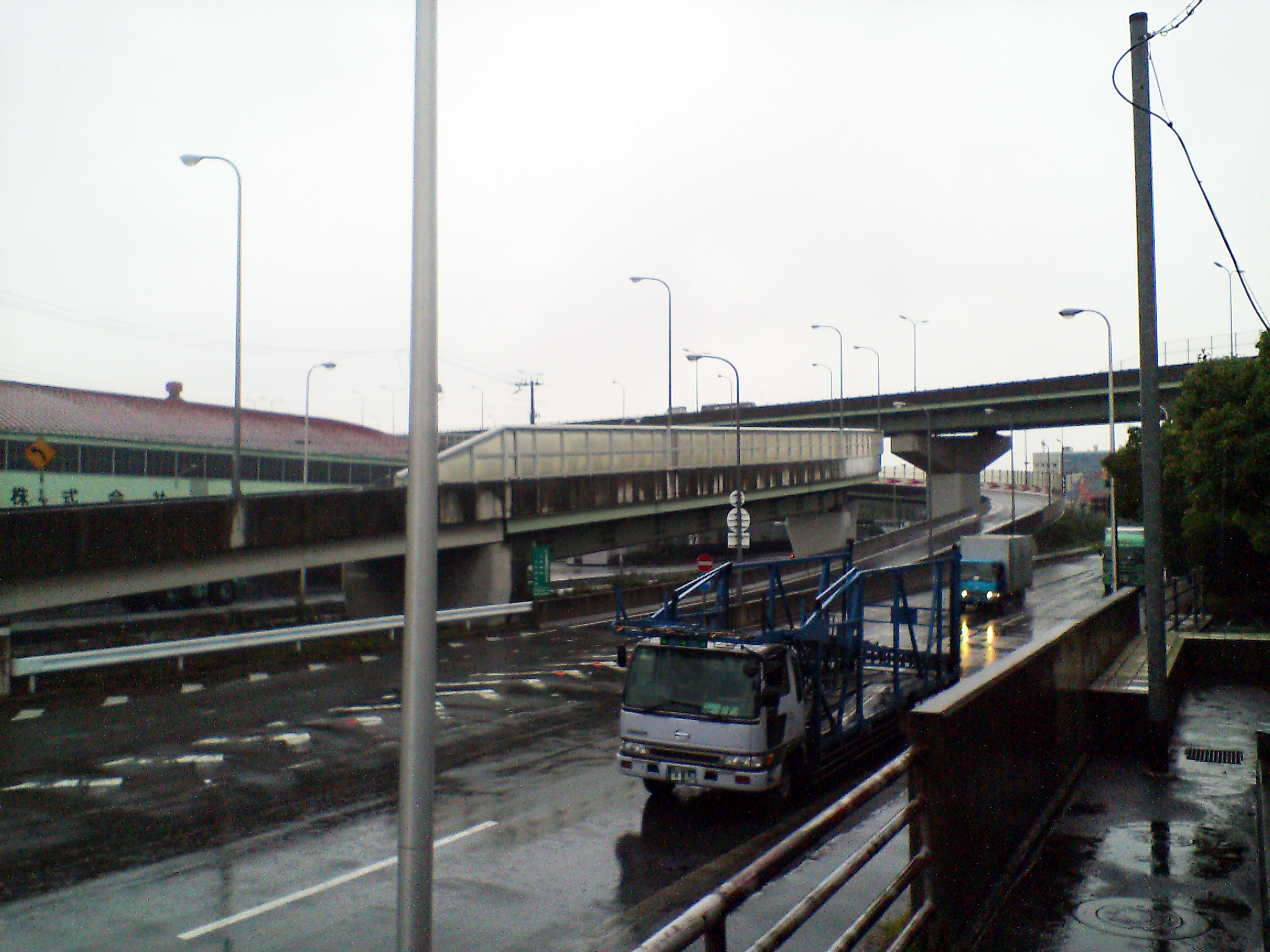
阪神高速4号湾岸線
（大阪府泉大津市）

阪神高速4号湾岸線（はんしんこうそく4ごうわんがんせん、Route 4 Bayshore Line）は、大阪府大阪市港区の天保山出入口から大阪府泉佐野市のりんくうJCTへ至る阪神高速道路の路線である。
天保山出入口 - 南港JCT間は、歴史的経緯から16号大阪港線の一部としても取り扱われており、当区間については泉佐野方面行を4号湾岸線、大阪市内方面行を16号大阪港線としている。
同じ「湾岸線」で、神戸方面に至る5号湾岸線も存在する。5号湾岸線と合わせて「大阪湾岸道路」とされている。

## 概要
5号湾岸線を除いた他の阪神高速の路線と違い、道路構造令では第2種第1級に区分され、車線幅員や路肩幅員が広くとられているため、設計速度・制限速度は80km/hである。
大阪府道29号大阪臨海線や国道26号のバイパス的役割を果たす。泉佐野市以南から大阪市内への時間短縮に大きく貢献している。
大阪市内および神戸方面などからの、関西空港や和歌山・白浜方面へのアクセス道路となっている。

### 路線名
- 大阪府道高速湾岸線（阪神高速5号湾岸線の大阪府域も含まれる）

## 接続高速道路
- 阪神高速5号湾岸線（天保山JCT/出入口で直結）
- 阪神高速6号大和川線（三宝JCT/出入口で接続）
- E71関西空港自動車道（りんくうJCTで接続）
- E71関西国際空港連絡橋（りんくうJCTで接続）

## 出入口など
- 施設名欄の背景色が■である部分は施設が供用されていない、または完成していないことを示す。
- 路線名の特記がないものは市道。出島出入口 - 助松出入口、岸和田北出入口 - 泉佐野南出入口については並行する府道29号大阪臨海線と各出入口で接続しているため路線名からは除いている。
- 全線大阪府内に所在。

| 出入口 番号 | 施設名           | 接続路線名                                  | 起点 から (km)                 | 備考                                        | 所在地   | 所在地   |
| ----------- | ---------------- | ------------------------------------------- | ------------------------------ | ------------------------------------------- | -------- | -------- |
| -           | 天保山JCT        | 16号大阪港線                                | 0.0                            |                                             | 大阪市   | 港区     |
| 4-01        | 天保山出入口     | 国道172号（中央大通）                       | 0.3                            | 泉佐野方面出入口                            | 大阪市   | 港区     |
| 4-02        | 南港北出口       |                                             | 2.5                            | 大阪市内方面からの出口                      | 大阪市   | 住之江区 |
| -           | 南港JCT          | 5号湾岸線                                   | 3.2                            | 神戸・北港方面                              | 大阪市   | 住之江区 |
| 4-24        | 南港中出入口     | 市道浜口南港線                              | 4.7                            | 大阪市内・神戸方面出入口                    | 大阪市   | 住之江区 |
| 4-03        | 南港南出入口     | フェリー埠頭方面                            | 6.2                            | 泉佐野方面出入口 入口はETC専用              | 大阪市   | 住之江区 |
| 4-04        | 三宝出入口/JCT   | 6号大和川線 府道29号大阪臨海線              | 8.7                            | 大和川線開通前は起点から8.4km 入口はETC専用 | 堺市     | 堺区     |
| 4-05 4-06   | 大浜出入口       | 府道195号堺港線                             | 11.3                           | 泉佐野方面 15号堺線乗継（堺出入口）         | 堺市     | 堺区     |
| 4-07        | 出島出入口       |                                             | 12.8                           | 大阪市内・神戸方面出入口 入口はETC専用      | 堺市     | 堺区     |
| 4-08        | 石津出入口       | 堺市役所方面                                | 14.1                           | 泉佐野方面出入口 入口はETC専用              | 堺市     | 西区     |
| 4-09        | 浜寺出入口       | 高石方面                                    | 15.8                           | 大阪市内・神戸方面出入口 入口はETC専用      | 堺市     | 西区     |
| -           | 高石ミニPA       | -                                           |                                | 大阪市内・神戸方面 1996年4月15日廃止        | 高石市   | 高石市   |
| -           | 高石TB           | -                                           |                                | 大阪市内・神戸方面 2020年3月8日運用終了     | 高石市   | 高石市   |
| -           | 高石PA           | -                                           | 16.3                           | 大阪市内・神戸方面                          | 高石市   | 高石市   |
| 4-10        | 高石出入口       |                                             | 17.6                           | 泉佐野方面出入口 入口はETC専用              | 高石市   | 高石市   |
| 4-11        | 助松JCT          | E90 堺泉北道路                              | 19.4                           |                                             | 泉大津市 | 泉大津市 |
| 4-12        | 助松出入口       |                                             | 19.4                           | 大阪市内・神戸方面出入口                    | 泉大津市 | 泉大津市 |
| 4-13        | 泉大津出入口     | 助松ふ頭・フェリーのりば方面                | 20.8                           | 大阪市内・神戸方面出入口 入口はETC専用      | 泉大津市 | 泉大津市 |
| -           | 泉大津PA         | -                                           | 22.0                           |                                             | 泉大津市 | 泉大津市 |
| 4-14        | 泉大津出入口     | 助松ふ頭・フェリーのりば方面                | 22.1                           | 泉佐野方面出入口                            | 泉大津市 | 泉大津市 |
| -           | 泉大津ミニPA     | -                                           |                                | 泉佐野方面 1996年7月18日廃止                | 泉大津市 | 泉大津市 |
| -           | 泉大津TB         | -                                           |                                | 泉佐野方面 2021年5月30日運用終了            | 泉大津市 | 泉大津市 |
| -           | 泉大津大型専用PA | -                                           |                                | 泉佐野方面                                  | 泉大津市 | 泉大津市 |
| 4-15        | 岸和田北出入口   |                                             | 24.4                           | 大阪市内・神戸方面出入口 入口はETC専用      | 岸和田市 | 岸和田市 |
| 4-16        | 岸和田北出入口   | 泉佐野方面出入口 入口はETC専用              | 24.4                           |                                             | 岸和田市 | 岸和田市 |
| 4-17        | 岸和田南出入口   |                                             | 27.6                           | 大阪市内・神戸方面出入口 入口はETC専用      | 岸和田市 | 岸和田市 |
| 4-18        | 岸和田南出入口   | 28.8                                        | 泉佐野方面出入口 入口はETC専用 |                                             | 岸和田市 | 岸和田市 |
| 4-19        | 貝塚出入口       |                                             | 29.7                           | 大阪市内・神戸方面出入口 入口はETC専用      | 貝塚市   | 貝塚市   |
| 4-20        | 貝塚出入口       | 31.3                                        | 泉佐野方面出入口 入口はETC専用 |                                             | 貝塚市   | 貝塚市   |
| 4-21        | 泉佐野北出入口   |                                             | 33.2                           | 大阪市内・神戸方面出入口 入口はETC専用      | 泉佐野市 | 泉佐野市 |
| -           | 泉佐野TB         | -                                           | 35.4                           | 大阪市内・神戸方面                          | 泉佐野市 | 泉佐野市 |
| 4-22        | 泉佐野南出入口   | りんくうタウン方面                          | 35.4                           | 大阪市内・神戸方面出入口                    | 泉佐野市 | 泉佐野市 |
| 4-23        | りんくうJCT      | E71 関西空港自動車道 E71 関西国際空港連絡橋 | 36.3                           |                                             | 泉佐野市 | 泉佐野市 |

## 主な橋
- 港大橋（980m） : 大阪港築港 - 南港間
- 大阪南港東高架橋（166m） : 大阪港南港水路
- 大和川橋梁（653m） : 大和川
- 新浜寺大橋（254m） : 堺泉北港浜寺水路
- 岸和田大橋（445m） : 阪南港岸和田旧港

## 歴史
- 1974年（昭和49年）7月15日：港晴 - 南港北間（港大橋）が開通。
- 1982年（昭和57年）9月1日：南港北 - 三宝間が開通。
- 1987年（昭和62年）3月4日：三宝 - 出島間が開通。
- 1989年（平成元年）3月14日：16号大阪港線と接続し環状線方面へ直通可能となる。
- 1993年（平成5年）11月4日：出島 - 泉大津間が開通。
- 1994年（平成6年）4月2日：泉大津 - りんくうJCT間が開通し、全線開通。
- 2017年（平成29年）1月28日：三宝JCT供用開始に伴い、6号大和川線と接続。
- 2020年（令和2年）3月8日：高石本線料金所廃止[2]。
- 2021年（令和3年）
  - 3月30日：高石本線料金所跡に高石PA供用開始[4]。
  - 5月30日：泉大津本線料金所廃止[3]。
- 2022年（令和4年）4月27日：泉大津本線料金所跡に泉大津大型専用PA供用開始[5]。
- 2024年（令和6年）4月16日 - 26日：大浜 - 泉大津間でリフレッシュ工事実施のため、上下線とも終日通行止となる[6]。

## 道路情報ラジオ
- 南港南（南港北 - 三宝）
- 浜寺（石津 - 高石）
- 岸和田（岸和田北 - 岸和田南）
- 貝塚（貝塚 - 泉佐野北）

阪神高速の道路情報ラジオの冒頭は「こちらは阪神高速路側○○（局名）です。午前（午後）○○時○○分現在の道路情報をお知らせします。」と放送される。

## 車線・最高速度
| 区間                | 車線 上下線=上り線+下り線 | 最高速度 |
| ------------------- | ------------------------- | -------- |
| 天保山JCT - 南港JCT | 4=2+2                     | 80km/h   |
| 南港JCT - 三宝      | 6=3+3                     | 80km/h   |
| 三宝 - りんくうJCT  | 4=2+2                     | 80km/h   |

## 所轄警察
- 大阪府警察高速道路交通警察隊阪神四ツ橋分駐所と阪神泉大津分駐所が管轄している。

## 交通量
24時間交通量（台）　道路交通センサス
| 区間                            | 平成17（2005）年度 | 平成22（2010）年度 | 平成27（2015）年度 | 令和3（2021）年度 |
| ------------------------------- | ------------------ | ------------------ | ------------------ | ----------------- |
| 天保山出入口 - 南港北出入口     | 100,632            | 47,574             | 52,298             | 61,855            |
| 南港北出入口 - 南港中出入口     | 100,632            | 90,425             | 88,334             | 56,322            |
| 南港中出入口 - 南港南出入口     | 100,632            | 82,536             | 75,517             | 82,538            |
| 南港南出入口 - 三宝JCT/出入口   | 100,632            | 83,822             | 82,219             | 90,218            |
| 三宝JCT/出入口 - 大浜出入口     | 72,274             | 79,246             | 81,078             | 80,966            |
| 大浜出入口 - 出島出入口         | 72,274             | 79,728             | 82,292             | 78,866            |
| 出島出入口 - 石津出入口         | 72,274             | 71,097             | 74,051             | 67,297            |
| 石津出入口 - 浜寺出入口         | 72,274             | 72,786             | 76,817             | 69,803            |
| 浜寺出入口 - 高石出入口         | 72,274             | 68,676             | 72,398             | 66,228            |
| 高石出入口 - 助松JCT/出入口     | 72,274             | 71,303             | 73,462             | 66,649            |
| 助松JCT/出入口 - 泉大津出入口   | 50,777             | 51,743             | 66,558             | 63,185            |
| 泉大津出入口 - 岸和田北出入口   | 50,777             | 51,347             | 62,592             | 59,664            |
| 岸和田北出入口 - 岸和田南出入口 | 50,777             | 48,107             | 55,460             | 52,634            |
| 岸和田南出入口 - 貝塚出入口     | 50,777             | 44,736             | 50,584             | 46,984            |
| 貝塚出入口 - 泉佐野北出入口     | 50,777             | 39,232             | 43,697             | 39,971            |
| 泉佐野北出入口 - 泉佐野南出入口 | 50,777             | 32,709             | 35,633             | 31,997            |
| 泉佐野南出入口 - りんくうJCT    | 50,777             | 17,587             | 19,695             | 15,048            |

（出典：「平成22年度道路交通センサス」・「平成27年度全国道路・街路交通情勢調査」・「令和3年度　全国道路・街路交通情勢調査」（国土交通省ホームページ）より一部データを抜粋して作成）
- 令和2年度に実施予定だった交通量調査は、新型コロナウイルスの影響で延期された[7]。